# Vértessy Sándor
Vértessy Sándor (Budapest, 1929. december 14. – Budapest, 2012. május 1.) magyar újságíró, televíziós szerkesztő, rendező, a Magyar Televízió örökös tagja.

## Életpályája
Egyetemi tanulmányait a Közgazdaságtudományi Egyetemen kezdte. Ezután elvégezte az ELTE magyar–történelem szakát. 1945–1950 között az Országos Társadalombiztosítási Igazgatóságnál dolgozott. 1950–1957 között az Egészségügyi Minisztérium főelőadója volt. 1954-től a Magyar Rádiónál riporter. 1957-től öt éven át a Medicina Könyvkiadó irodalmi vezetőjeként működött. 1962-ben a Magyar Szemle munkatársa volt. 1962–1989 között a Magyar Televíziónál riporter.
Sírja a Farkasréti temetőben található.

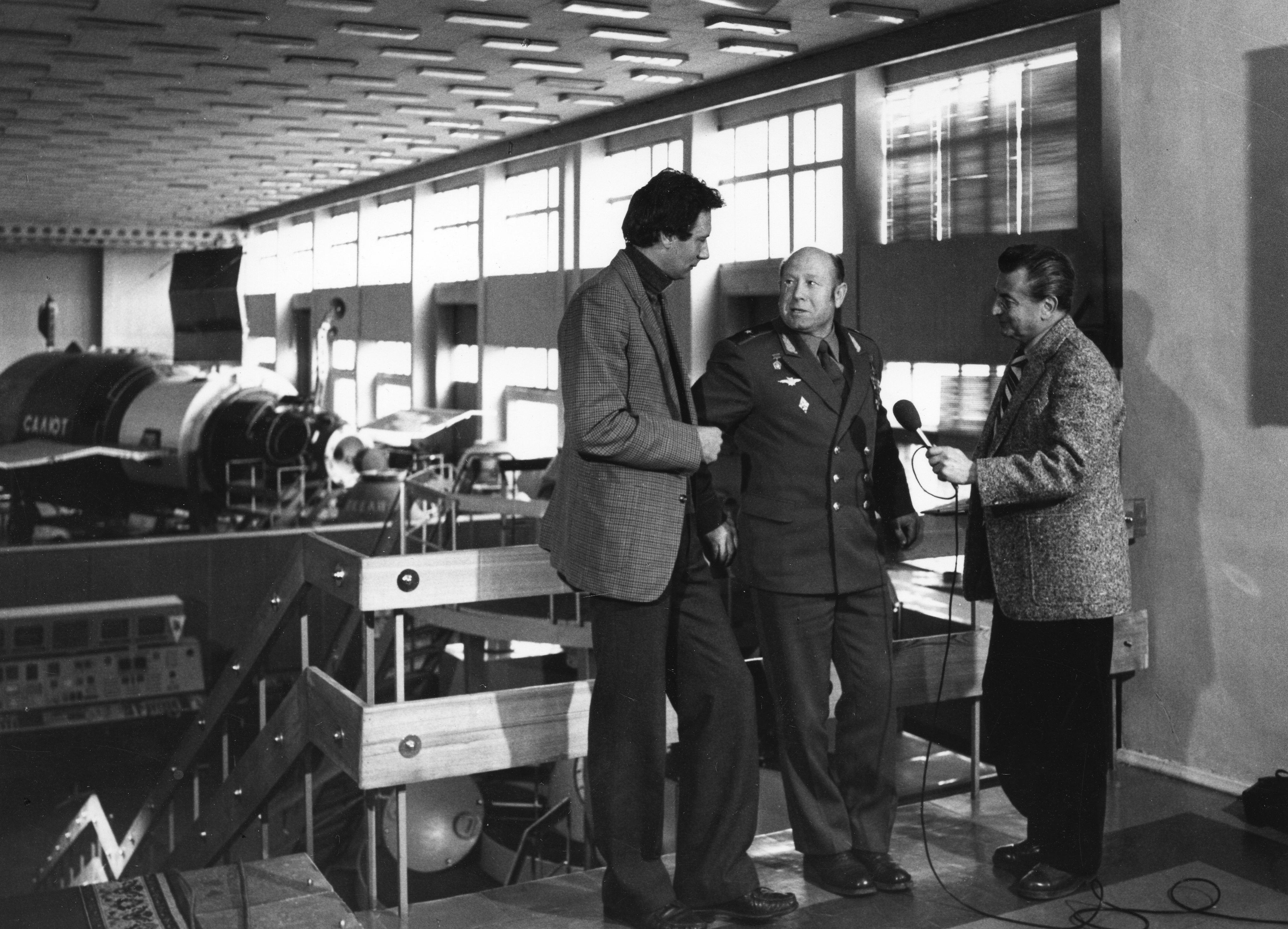
Csák Elemér moszkvai tudósító, Alekszej Leonov űrhajós, Vértessy Sándor riporter

## Televíziós munkái
- Tévé jelenti
- Kékfény
- Riporter kerestetik
- Magyarország ma
- Nekem ne lenne hazám? – Egy operatőr honismereti sorozata
- Fáklyavivők (1968)
- Soproni séta (1968)
- Irány a Vénusz (1968)
- Költészet – Egypercesek (1970)
- Ének a végekről (1972–1974)
- Belépés csak tévénézőknek (1973)
- Szilveszter 1975 (1975)
- Magyarok Halleban (1976)
- Robert Capa képeiből (1976)
- Mi újság van? (1977)
- Most mutasd meg! (1978)
- Jubileum – Az első Kossuth-díj (1978)
- Lépések (1980)
- Csendes éj… – Stille Nacht… (1987)
- A megmintázott derű – Kiss Roóz Ilona művészete (1990)
- Keressük a szépséget (1991)
- Sorsok (1993)
- „… ahol a föld az éggel összeér!” – Bakonybél–Hármaskút (1994)
- Kalandozások Patagoniában (1995)
- Kass János „ceruzái” – a 70 éves művész köszöntése  (1997)
- A „Biblioman” Szántó Tibor 85 éves (1997)

## Kötetei
- „Megöltek egy legényt…” Műhelytanulmány; s. n., Budapest, 1972 (Műsormonográfiák)
- Megkésett érettségi. Dokumentum-kisregény; Kossuth, Budapest, 1980
- A biblioman/80. Tündérhegyi csevegések Szántó Tibor könyvtervezővel; beszélgetőtárs Vértessy Sándor; Zrínyi Ny., Budapest, 1991–92
- A szó elszállt?…; Axel-Springer, Budapest, 2004

## Társasági tagság
- Magyar Újságírók Országos Szövetsége

## Díjak, elismerések
- SZOT-díj (1973)
- Rózsa Ferenc-díj (1975)
- Magyar Népköztársaság Csillagrendje (1989)
- Aranytoll (1989)
- A Magyar Televízió Örökös tagja (2004)
- I. osztályú Honvédelemért (2004)